# John Bellenden Ker Gawler
John Bellenden Ker Gawler (John Bellenden Ker-Gawler) (1764, Ramridge, Andover - juny de 1842, íd) va ser un botànic i escriptor anglès.
Obté el canvi de nom per un permís reial del 5 de novembre de 1804 com a "Ker Bellenden", però continuarà sempre signant "Bellenden Ker".

## Algunes publicacions
- Recension Plantarum (1801)

- Select Orchideae (ca. 1816)

- Iridearum Genera (1827)

- Archaeology of Popular Phrases and Nursery Rhymes (1.er tom 1837;[1] 2n volum 1840)[2]

La seva obra de cançons infantils en anglès, en quatre volums que, en realitat, ho va escriure en baix saxó, una hipotètica forma de l'holandès. En traduir-ho novament a l'anglès, va revelar una particular tendència a l'anticlericalisme.
Edita la revista Botanical Register de 1815 a 1824

## Honors

### Eponímia
Gènere botànic
Robert Brown (1773-1858) li dedica en el 1810 Bellendena de la família de les proteàcies.
Espècies
- (Eriospermaceae) Eriospermum bellendenii Sweet[4]

- (Iridaceae) Geissorhiza bellendenii MacOwan[5]

- (Iridaceae) Ixia bellendenii (Sweet) N.E.Br.[6]

- (Iridaceae) Moraea bellendenii (Sweet) N.e.br.[6]

- (Iridaceae) Vieusseuxia bellendenii Sweet[7]

Geografia
L'Estat de Queensland, a Austràlia, va donar el seu nom al segon cim més alt de la regió, Mount Bellenden Ker, que resulta, també, la més plujosa d'Austràlia. A la mateixa zona, se li va assignar posteriorment el nom a la Serralada Bellenden Ker.

## Font
- Ray Desmond. 1994. Dictionary of British and Irish Botanists and Horticulturists including Plant Collectors, Flower Painters and Garden Designers. Taylor & Francis, & The Natural History Museum (Londres)L'abreviació botànica estandarditzada per citar un tàxon descrit per aquest autor és Ker Gawl.[8]